# Adalbert Podlech
Adalbert Podlech (* 26. September 1929 in Euskirchen; † 29. April 2017 in Darmstadt) war ein deutscher Rechtswissenschaftler, Historiker und Philosoph. Podlech hatte maßgeblichen Anteil an der juristischen Herleitung bzw. Begründung und Ausgestaltung des Datenschutzrechts in Deutschland.

## Akademischer Lebenslauf
Adalbert Podlech studierte Philosophie, Geschichte, Theologie und vergleichende Religionswissenschaft in Bonn.
1956 wurde Podlech mit der Arbeit Der Leib als Weise des In-der-Welt-Seins über Jean-Paul Sartre in Philosophie promoviert.
1968 wurde er mit der Arbeit Das Grundrecht der Gewissensfreiheit und die besonderen Gewaltverhältnisse in Recht promoviert.
1969 wurde er mit der Schrift Gehalt und Funktionen des allgemeinen verfassungsrechtlichen Gleichheitssatzes in Öffentliches Recht, Rechtsphilosophie und Rechtstheorie habilitiert.
Als außerplanmäßiger Professor war Podlech Prorektor der Universität Heidelberg.
1973 wurde er auf eine Professur für Öffentliches Recht an der Technischen Hochschule Darmstadt berufen (heute Technische Universität Darmstadt). Dort gehörte er auch der Direktion des Instituts für Philosophie an. Außer juristischen Lehrveranstaltungen gab er regelmäßig Lehrveranstaltungen zur mittelalterlichen Geschichte: Verfassungsgeschichte, Staatstheorie und Philosophie-, Theologie- und Universitätsgeschichte.
Ab 1977 war Podlech Mitglied des PEN-Zentrums Deutschland, ab 1984 gehörte er dem Präsidium als Mitglied an und war bis 2008 Justitiar des PEN-Zentrums Deutschland.
Von 1981 bis 1989 war Podlech Richter am Hessischen Landessozialgericht im Zweiten Hauptamt.
Seit 1991 hielt er regelmäßige Vorlesungen und Vorträge über den Islam im Mittelalter. Podlech wurde 1997 emeritiert und hielt noch bis 2003 Lehrveranstaltungen über mittelalterliche Geschichte und den Islam.
2005 gründete er gemeinsam mit Mohammed Ibrahim und weiteren acht Frauen und sechs Männern das Averroes Institut für Wissenschaftliche Islamforschung in Darmstadt.

## Recht, Informatik und Mathematik
1967 absolvierte Podlech eine Kurzausbildung bei IBM für die Arbeit am Rechner und begann sich mit dem Einsatz von Software im Recht zu beschäftigen.
1970 Gründung der Arbeitsgruppe Recht und Mathematik mit Unterstützung der DFG.
Ab seiner Berufung an die TU Darmstadt war Podlech daran beteiligt, den Studiengang Wirtschaftsinformatik mit aufzubauen und dort insbesondere den Schwerpunkt Rechts- und Verwaltungsinformatik zu konzipieren. Nach mehrjährigen Bemühungen scheitert das Projekt jedoch an Meinungsverschiedenheiten der Vertreter der beteiligten Fachdisziplinen.
Im Direktorium des Instituts für Philosophie traf Podlech auch mit dem Mathematikprofessor Rudolf Wille zusammen und war fast von Anfang an Mitglied in dem von Wille 1993 gegründeten Ernst-Schröder-Zentrum für begriffliche Wissensverarbeitung.

## Politisches Engagement
Podlech vertrat die Bürgerinitiative „Startbahn West“ beim Staatsgerichtshof des Landes Hessen. Die Rechtsverletzungen der hessischen Landesregierung sind dokumentiert in dem Buch Testfall Startbahn West. Erfahrungen und Perspektiven im Widerstand.
Gemeinsam mit Wilhelm Steinmüller begründete Podlech die Verfassungsbeschwerde gegen das Volkszählungsgesetz beim Bundesverfassungsgericht. Das Gericht folgte der Begründung teilweise bis in die wörtlichen Formulierungen.

## Privates
Podlech wurde als ältestes von sieben Kindern geboren, als Sohn des Studienrats Wilhelm Podlech und Maria, geborene Gschwend.
1960 heiratete er Jutta Kuhlberg. 1986 trennte sich das Paar. Aus der Ehe gingen zwei Kinder hervor. Seine neue Lebensgefährtin wurde Dietlinde Karkutli, eine der Pionierinnen des Bauchtanzes in Deutschland.

## Schriften (Auswahl)
- Sex, Erotik, Liebe: der Umgang der Männer mit Frauen durch die Jahrtausende, ermittelt aus Sprachen und Texten. Allitera-Verlag, 2007, ISBN 978-3-86520-228-4.
- Abaelard und Heloisa oder Die Theologie der Liebe. Piper, München 1990, ISBN 3-492-03245-1.
- Rechnen und Entscheiden. Mathematische Modelle juristischen Argumentierens (= Schriften zur Rechtstheorie. Band 71). Duncker & Humblot, 1977.[3]
- Gehalt und Funktionen des allgemeinen verfassungsrechtlichen Gleichheitssatzes (= Schriften zum Öffentlichen Recht. Band 144). Duncker & Humblot, Berlin 1971, ISBN 978-3-428-02379-0.
- Das Grundrecht der Gewissensfreiheit und die besonderen Gewaltverhältnisse (= Schriften zum Öffentlichen Recht. Band 92). Duncker & Humblot, Berlin 1969, ISBN 978-3-428-02107-9.